# 1816年美國總統選舉
1816年美國總統選舉（1816 United States presidential election）是美國第8屆總統選舉，由時任國務卿的民主共和黨候選人詹姆斯·門羅，對上聯邦黨的紐約州聯邦參議員魯弗斯·金。最終門羅以68.2%得票率、183張選舉人票當選總統。